# Miti e leggende di Siracusa
Il territorio siracusano è interessato da miti e leggende di seguito riportate.

## Aretusa

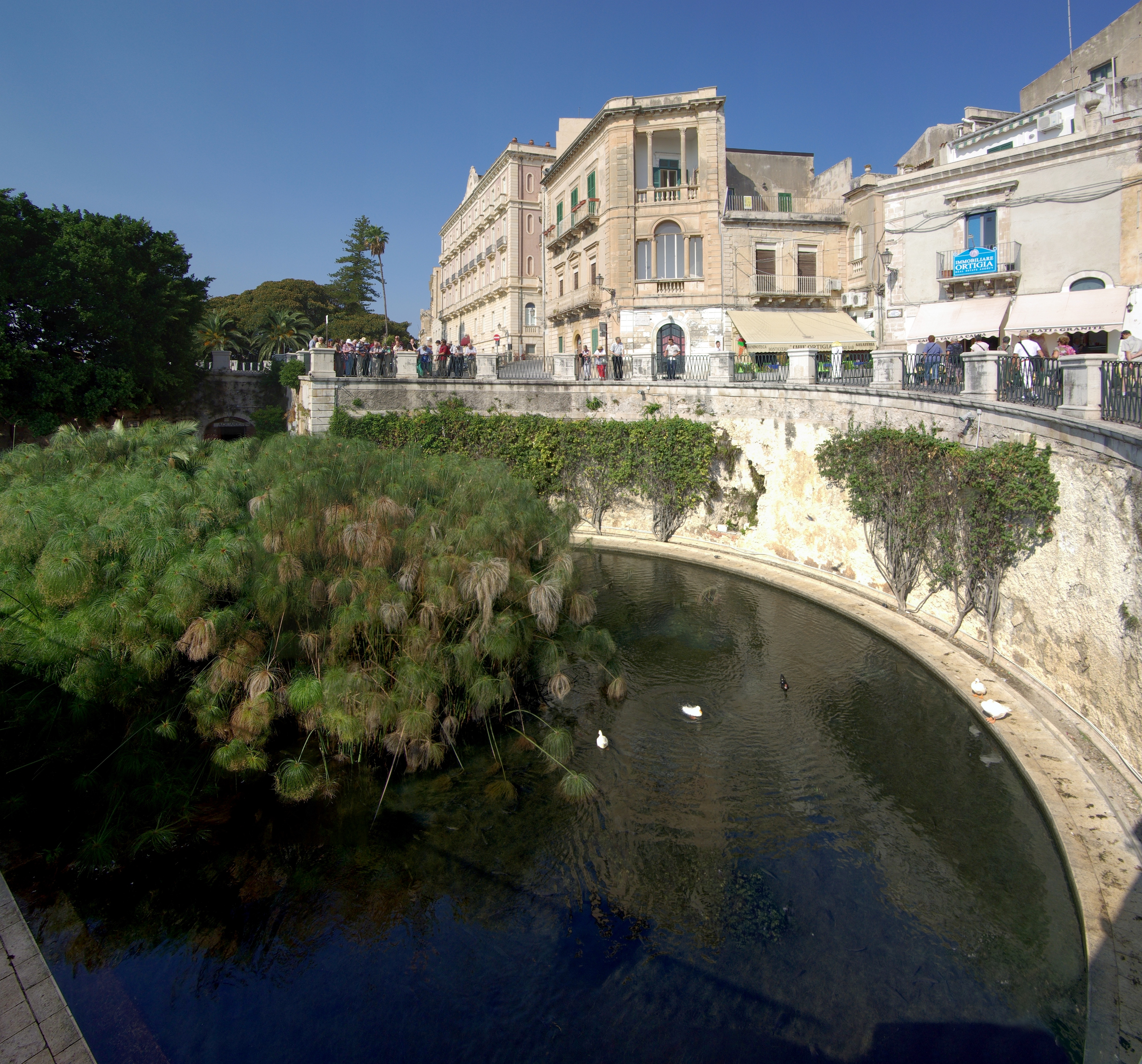
La Fonte Aretusa e il papiro

Il mito più famoso di Siracusa è quello della ninfa Aretusa. La ninfa al seguito di Artemide, correndo libera tra i boschi del Peloponneso, fu vista dal giovane Alfeo che si innamorò perdutamente di lei. Ma Aretusa non ricambiava il suo sentimento, anzi rifuggiva da lui, finché stanca delle sue insistenze chiese aiuto ad Artemide. La Dea la avvolse in una spessa nube sciogliendo la giovane in una fonte sul lido di Ortigia.
Alfeo allora chiese aiuto agli Dei, che lo trasformarono in un fiume che nascendo dalla Grecia e percorrendo tutto il Mar Ionio si unì all'amata fonte.
Ancora oggi il mito rivive nell'isola di Ortigia grazie alla cosiddetta Fonte Aretusa, uno specchio di acqua che sfocia nel Porto Grande di Siracusa. La leggenda di Alfeo trae origine dal fiume omonimo del Peloponneso, in Grecia, e da una fonte di acqua dolce (detta localmente Occhio della Zillica) che sgorga nel Porto Grande di Siracusa a poca distanza dalla Fonte Aretusa. Oggi il viale che costeggia la Fonte Aretusa si chiama proprio Lungomare Alfeo.
Nello specchio d'acqua della Fonte Aretusa e lungo le rive del fiume Ciane (vedi sotto) sono presenti gli unici papireti selvatici di tutta l'Europa. Il papiro cresce spontaneo solo in Egitto.

## Ciane e Anapo

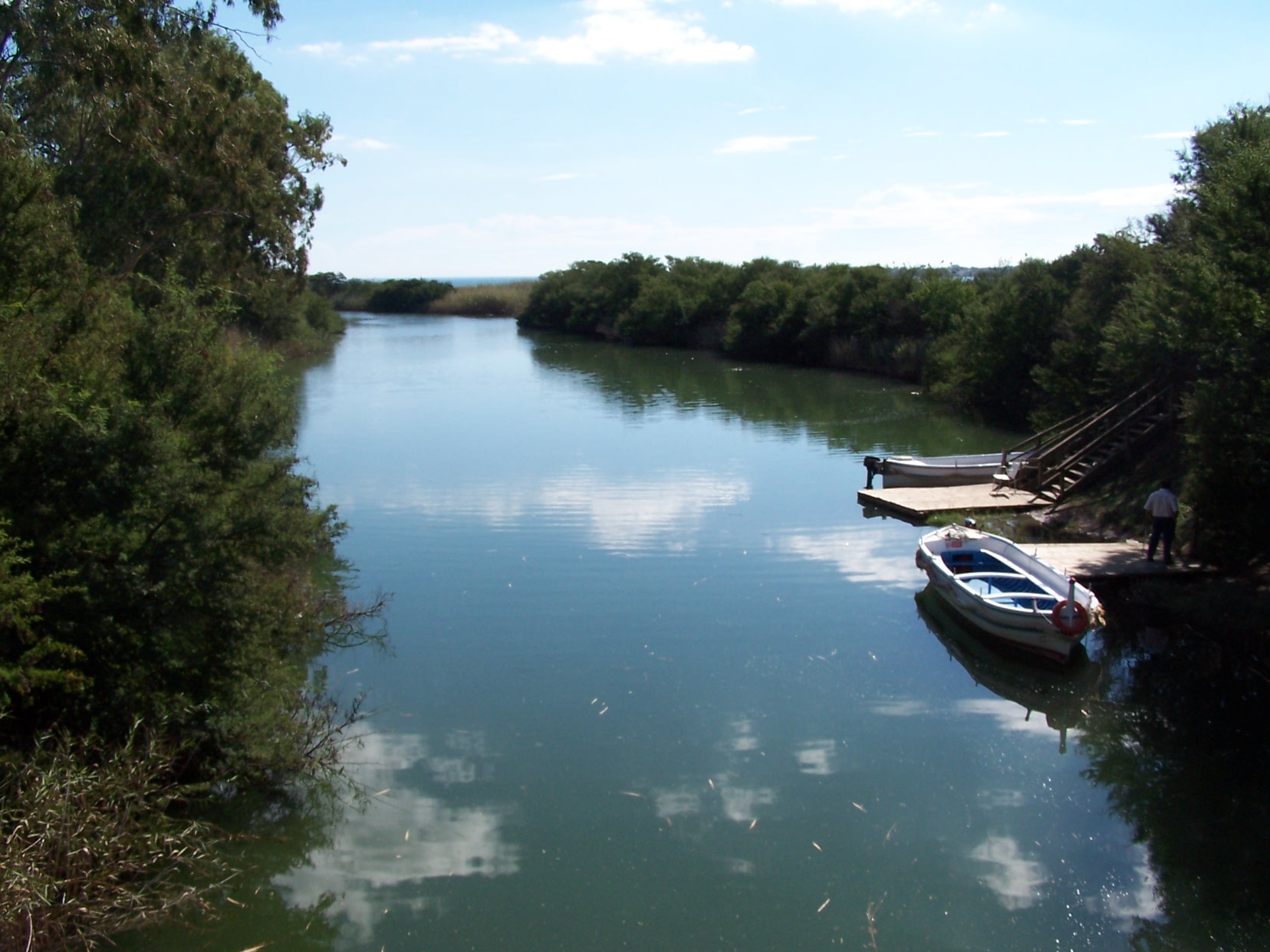
Il fiume Ciane

I fiumi Ciane e Anapo sono legati da una leggenda, che si ricollega al mito di Persefone e del suo rapimento ad opera di Ade.

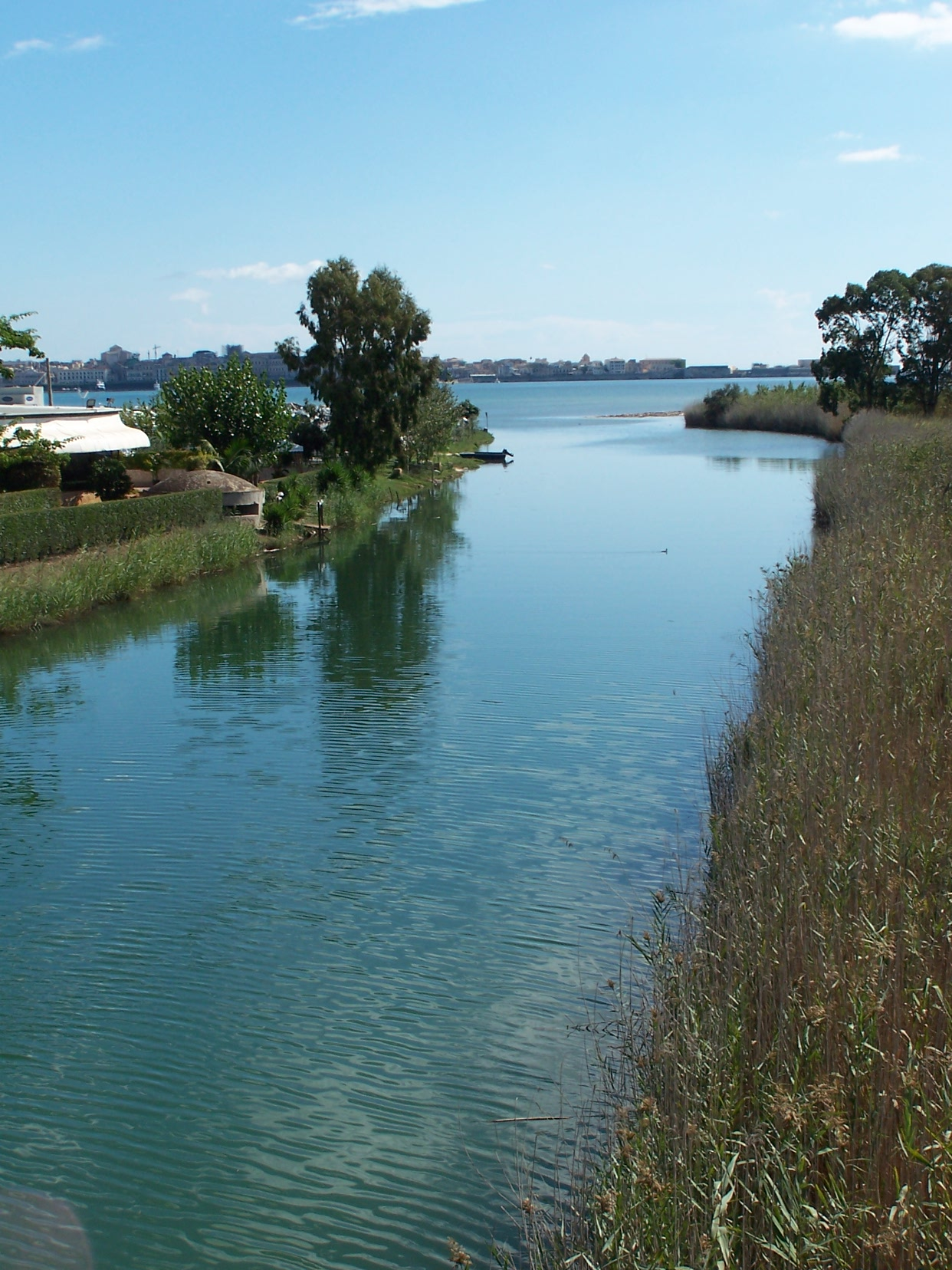
Il fiume Anapo

Persefone, figlia di Zeus e di Demetra, dea della vegetazione e dell'agricoltura, era intenta a cogliere fiori insieme ad alcune ninfe presso le rive del lago Pergusa (vicino ad Enna). Improvvisamente, dal suo regno sotterraneo sbucò fuori Ade, innamorato della fanciulla, che per non perdere tempo in corteggiamenti e soprattutto per evitare di chiedere la mano di Persefone al fratello Zeus, decise di rapirla.
Fu la ninfa Ciane a reagire al rapimento aggrappandosi al cocchio di Ade nel tentativo disperato di trattenerlo. Il Dio incollerito, la percosse col suo scettro trasformandola in una doppia sorgente dalle acque color turchino (cyanos in Greco vuol dire appunto turchino).
Il giovane Anapo, innamorato della ninfa Ciane vistosi liquefare la fidanzata, si fece mutare anch'egli nel fiume che ancor oggi, al termine del suo percorso si unisce nelle acque al Ciane, per versasi nel Porto Grande.
Una seconda versione del mito riporta che Cianippo aveva fatto dei sacrifici a tutti gli dei eccetto che a Bacco, e questo dio per punirlo lo fece ubriacare in maniera tale che violentò la figlia Ciane. Ma la figlia durante il rapporto riuscì a prendergli un anello e lo consegnò alla nutrice per fargli comprendere, il giorno dopo, su chi aveva abusato. Il destino volle che dopo poco scoppiò un'epidemia di peste e consultato l'oracolo questi affermò che l'unico modo per placarlo era il sacrificio dell'uomo più cattivo della città. Ciane quindi afferrò per i capelli il padre e lo uccise con un pugnale, per poi suicidarsi essa stessa. Questo sacrificio si compì nel luogo della fonte Ciane. Così Proserpina commossa raccolse le lacrime della giovane Ciane e creò la fonte.

## Eracle
Diodoro Siculo parlando del viaggio in Sicilia di Eracle racconta del suo arrivo a Siracusa, in cui per onorare Persefone e Ciane sacrificò un toro proprio alla fonte del fiume Ciane, ordinando ai cittadini di compiere ogni anno lo stesso gesto.
(Diodoro Siculo, IV 12)

Probabilmente dietro questo mito si nasconde l'antico ricordo di sacrifici umani compiuti presso la fonte dato che in questo passo l'allusione sembra evidente: 
(Diodoro Siculo V, 3)
Anche altre fonti sembrano confermare questo sospetto.

## Leggenda delle sorelle callipigie
Ateneo di Naucrati riporta la leggenda delle sorelle callipigie, due sorelle siracusane che si misero in gara per stabilire quale delle due fosse la più bella. A giudicarle era un giovane che dichiarò vincitrice la sorella maggiore, di cui s'innamorò. La fanciulla più giovane invece si fidanzò con il fratello del giudice. Le due sorelle, poi, per ringraziare la dea dell'Amore fondarono un tempio dedicato ad Afrodite Callipige.

## Damone e Finzia
La leggenda di Damone e Finzia narra di due cari amici che si recano a Siracusa; qui, Finzia contesta il dominio tirannico di Dionisio e per questa ragione viene condannato a morte. Finzia chiede che gli sia permesso di fare ritorno per un'ultima volta a casa, per salutare la sua famiglia ma Dionisio rifiuta, convinto che Finzia ne approfitterebbe per fuggire. Damone quindi si offre di prendere il posto di Finzia mentre questi è via: Dionisio accetta, a condizione che, se Finzia non dovesse fare ritorno, Damone verrà giustiziato al suo posto. Finzia parte, ma non fa ritorno, così giunto il giorno dell'esecuzione, Dionisio dà il via ai preparativi per uccidere Damone, deridendolo per la sua eccessiva fiducia nell'amico. Ma prima che il boia esegua il suo compito, Finzia arriva sulla scena scusandosi con Damone per il ritardo, spiegando che la nave su cui si trovava per tornare a Siracusa era stata colta da una tempesta, e poi era stato aggredito da dei banditi. Stupito e per questa prova di lealtà, Dionisio decide di perdonarli entrambi e chiede anche di poter diventare a sua volta loro amico.

## La spada di Damocle

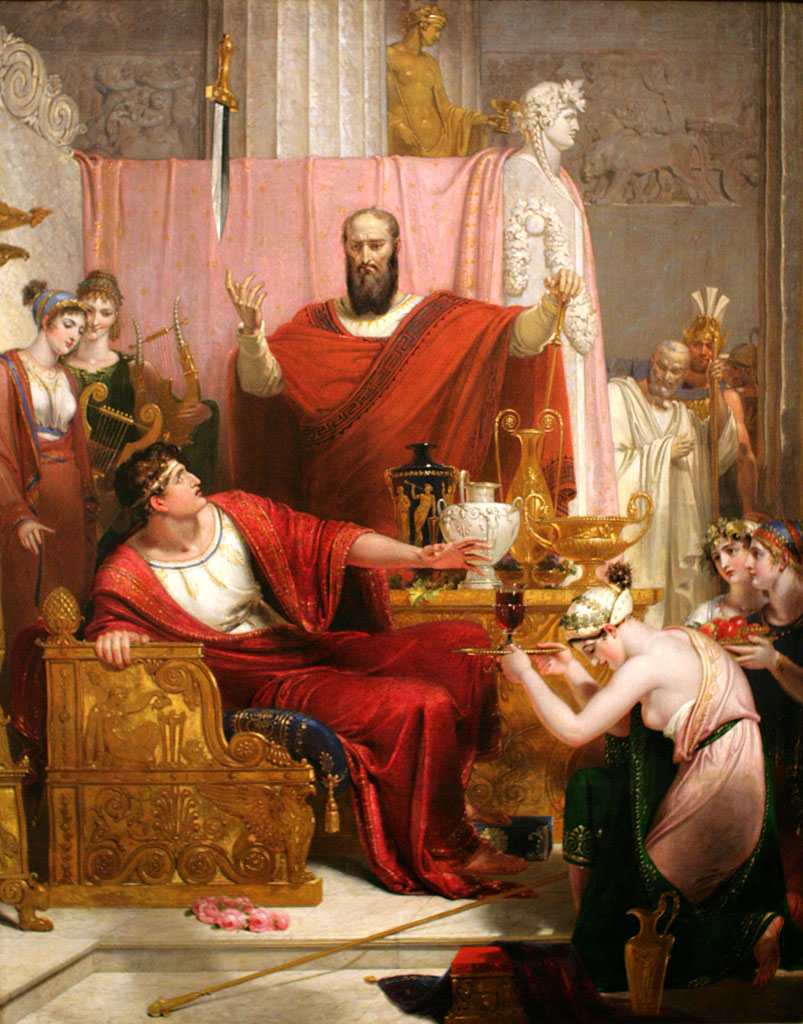
Spada di Damocle, dipinto di Richard Westall del 1812

Secondo il racconto di Cicerone, Damocle è un membro della corte di Dionigi I, tiranno di Siracusa. Egli sostiene, in presenza del tiranno, che quest'ultimo sia una persona estremamente fortunata, potendo disporre di un grande potere e di una grande autorità: Dionigi gli propone allora di prendere il suo posto per un giorno, così da poter assaporare a sua volta tale fortuna, e Damocle accetta.
La sera si tiene un banchetto durante il quale Damocle incomincia a tastare con mano i piaceri dell'essere un uomo potente; solamente al termine della cena egli nota, sopra la sua testa, la presenza di una spada sostenuta da un esile crine di cavallo. Dionigi l'aveva fatta sospendere sul suo capo perché capisse che la sua posizione di tiranno lo esponeva continuamente a grandi minacce per la sua incolumità. Immediatamente Damocle perde tutto il gusto per i cibi raffinati che sta assumendo, nonché per i bellissimi ragazzi che gli stanno intorno e chiede al tiranno di poter terminare lo scambio, non volendo più essere "così fortunato".
L'espressione "spada di Damocle" è diventata un modo di dire che indica un grave pericolo incombente, o un possibile pericolo di cui non si sa il momento in cui possa concretizzarsi. La spada di Damocle è citata inoltre in diversi prodotti della cultura di massa (libri, film, fumetti, videogiochi, canzoni e via dicendo). L'asteroide 5335 Damocles prende il nome dal protagonista di questa storia.

## La leggenda della Pillirina
La leggenda della Pellegrina (Pillirina in siciliano) narra di una giovane donna che si innamorò di un marinaio. Ma il loro amore era contrastato dai genitori di lei che avrebbero preferito un uomo ben più facoltoso. Nascostamente, nelle notti di plenilunio si incontravano nella grotta della Pillirina e su di un tappeto di alghe, trasportati dal mare sin all'interno, i giovani si amavano. Ma nelle successive notti il mare fu parecchio agitato e il marinaio non poté venire all'appuntamento. La giovane donna attese sino alla bonaccia dei giorni successivi, ma il giovane non venne più. Così ferita nell'amore la donna decise di gettarsi in mare e togliersi la vita. Da allora, i marinai raccontano che nelle notti di luna piena, quando i raggi di luce entrano nella grotta della Pillirina a causa di un foro superficiale, appare una donna che attende il suo amato.